# Jason Mantzoukas
Jason Mantzoukas (IPA: mænˈzuːkəs, görögül: Ιάσων Μαντζούκας; Nahant, Massachusetts, 1972. december 18. –) amerikai színész, humorista, író. 
Legismertebb szerepe Rafi A liga című vígjátéksorozatból, de feltűnt a Városfejlesztési osztály, a Brooklyn 99 – Nemszázas körzet és A Jó Hely epizódjaiban is. Ezek mellett több filmben is szerepelt: A diktátor, A (sz)ex az oka mindennek és John Wick: 3. felvonás – Parabellum. 
A How Did This Get Made? című podcast egyik műsorvezetője, Paul Scheerrel és June Diane Raphaellel együtt.

## Fiatalkora és tanulmányai
A massachusettsi Nahantban született Cynthia és William Mantzoukas gyermekeként. Van egy húga, Melissa. Önmagát "100% görögnek" írta le.
10 éves korában kezdett dobolni tanulni. Zenei hatásainak Stewart Copeland-et, Stephen Perkinst és Jimmy Chamberlint tette meg. A Slygoul nevű feldolgozás-zenekar tagja volt.
1991-ben érettségizett a Swampscott High School tanulójaként. Ezután a Middlebury College-be járt, ahol hittanból diplomázott.
Ezután Észak-Afrikába és a Közel-Keletre utazott, ahol a vallásos zenével ismerkedett.

## Magánélete
Mantzoukas tojásallergiával született; ha bármilyen formában tojást fogyaszt, anafilaxia lép fel nála. Ezt az allergiát a hipochondriás tüneteinek okaként nevezte meg.
Korábban Connie Britton színésznővel járt.

## Filmográfia

### Film
| Év   | Magyar cím                          | Eredeti cím                                   | Szerep                     | Magyar hang            |
| ---- | ----------------------------------- | --------------------------------------------- | -------------------------- | ---------------------- |
| 2004 |                                     | Terrorists                                    | John Stevens               |                        |
| 2007 | Csöbörből vödörbe                   | American Loser                                | fickó                      |                        |
| 2008 | Bébi mama                           | Baby Mama                                     | Jonothan                   |                        |
| 2009 | Bazi rossz Valentin-nap             | I Hate Valentine's Day                        | Brian Blowdell             | Láng Balázs            |
| 2009 |                                     | Splinterheads                                 | A csodálatos Steve         |                        |
| 2010 | Adni jó                             | Please Give                                   | vásárló                    |                        |
| 2011 |                                     | Conception                                    | Brian                      |                        |
| 2012 | A diktátor                          | The Dictator                                  | Nadal                      | Nagypál Gábor          |
| 2014 | Pofázunk és végünk                  | Ride Along                                    | forgatókönyvíró            | –                      |
| 2014 | Végül összejöttünk                  | They Came Together                            | Bob                        | Háda János             |
| 2014 | Végül összejöttünk                  | They Came Together                            | Bob                        | Horváth-Töreki Gergely |
| 2014 | Rossz szomszédság                   | Neighbors                                     | Doktor Theodorakis         | Nagypál Gábor          |
| 2014 | Adult Beginners                     | Adult Beginners                               | Herman                     |                        |
| 2014 | Felnyomva                           | Stretch                                       | Manny az inas              | Kisfalusi Lehel        |
| 2014 | Menyasszony kerestetik              | Search Party                                  | A csodálatos Hugo          | Sarádi Zsolt           |
| 2015 | A (sz)ex az oka mindennek           | Sleeping with Other People                    | Xander                     | Kálid Artúr            |
| 2015 | Parkműsor: A film                   | Regular Show: The Movie                       | Mr. Ross (hangja)          |                        |
| 2015 | Másnap(os) karácsony                | The Night Before                              | Rossz Mikulás              |                        |
| 2016 | Nagyfater elszabadul                | Dirty Grandpa                                 | Tan Pam                    | Görög László           |
| 2016 |                                     | Donald Trump's The Art of the Deal: The Movie | hajléktalan férfi          |                        |
| 2016 | Hogyan legyünk szinglik?            | How to Be Single                              | George                     | Horváth-Töreki Gergely |
| 2017 | Lego Batman – A film                | The Lego Batman Movie                         | Madárijesztő (hangja)      | Elek Ferenc            |
| 2017 | A katasztrófaművész                 | The Disaster Artist                           | Peter Anway                | Nagypál Gábor          |
| 2017 | A katasztrófaművész                 | The Disaster Artist                           | Peter Anway                | Király Adrián          |
| 2017 | A szerencse háza                    | The House                                     | Frank Theodorakis          | Nagypál Gábor          |
| 2018 |                                     | The Long Dumb Road                            | Richard                    |                        |
| 2018 | Ralph lezúzza a netet               | Ralph Breaks the Internet                     | Hey Nongman (hangja)       |                        |
| 2019 | John Wick: 3. felvonás – Parabellum | John Wick: Chapter 3 – Parabellum             | Tikk-Takk férfi            |                        |
| 2020 | Dolittle                            | Dolittle                                      | James a szitakötő (hangja) | Kapácsy Miklós         |
| 2021 | Végtelen                            | Infinite                                      | Artisan                    | Nagypál Gábor          |
| 2021 | Amerika: A mozgókép                 | America: The Motion Picture                   | Samuel Adams (hangja)      | Dévai Balázs           |